# Osphronemus septemfasciatus
Osphronemus septemfasciatus (семисмугий велетенський гурамі) — тропічний прісноводний вид риб з родини осфронемових (Osphronemidae). Водиться на острові Калімантан.
Був описаний Т. Робертсом у 1992 році разом із О. laticlavius.
Місцеві назви: калуй (Kalui ібанською мовою), калу (Kaluh, пунанською мовою), калой (Kaloi, мерап-пунанською мовою), кало (Kaloh, кеньянською мовою).

## Поширення
Зустрічається в басейнах річок Капуас (індонез. Sungai Kapuas) (провінція Західний Калімантан, Індонезія), Раджанг (малай. Batang Rajang), Барам (малай. Sungai Baram) (Саравак, Малайзія), Магакам (індонез. Sungai Mahakam), Каян (індонез. Sungai Kayan) (провінція Східний Калімантан, Індонезія). Був виявлений як у верхній, так і в нижній течії цих річок.
Вид був також зафіксований у річці Белайт (малай. Sungai Belait) у Брунеї, річках Кінабатанган (малай. Sungai Kinabatangan), Сеґама (малай. Sungai Segama) і Калабакан (малай. Sungai Kalabakan) у малайзійському штаті Сабах.

## Опис
Зовні Osphronemus septemfasciatus дуже схожий на свого більш відомого родича — велетенського гурамі (O. goramy), але існує різниця в кількості вертикальних смуг на боках у молодих риб: молодь O. septemfasciatus має 7 чітких смуг, тоді як у O. goramy їх 8-10. На відміну від інших представників роду, ці вертикальні смуги, хоча й нечіткі, зберігаються у O. septemfasciatus й у дорослому віці. Дорослі риби мають жовтувате забарвлення. Відмінності у забарвленні самців і самок не спостерігаються.
Тіло товсте, стиснуте з боків, бічна лінія повна, луска ктеноїдна, рот невеликий. У спинному плавці 14-16 твердих і 11-12 м'яких променів, в анальному — відповідно 10-12 і 18-20 променів.
Найбільший відомий екземпляр Osphronemus septemfasciatus був зловлений у річці Кановіт (малай. Batang Kanowit), притока Реджанга. Його вага становила 20,5 кг, загальна довжина 872 мм, стандартна довжина 724 мм. Великі екземпляри цих риб, виявлені у водах провінції Західний Калімантан під час дослідження, що проводилось протягом 1996—2000 років, мали вагу до 4,1-4,2 кг і довжину до 62-65 см.

## Біологія
Небагато інформації є про біологію виду. У природі Osphronemus septemfasciatus зустрічається рідко. Водиться у різноманітних водоймах: як у великих річках, так і в струмках та озерах. Ці водойми мають достатній вміст кисню, чисту воду, повільну течію, ґрунт із піску, гравію, каміння та уламків рослин, над водою нависає пандус первинного лісу. Регіон отримує велику кількість опадів протягом усього року, в сезон дощів, що триває з листопада по березень, рівень води поступово підвищується, а вода стає каламутною. Найбільші екземпляри були виявлені в гирлах річок. У верхній течії річок спостерігається поділ життєвого середовища між молоддю та дорослими рибами, але характер цих біотопів приблизно однаковий.
Харчуються рослинною їжею та комахами.

## Господарське значення
Вид належить до числа риб, що найбільше цінуються місцевими рибалками. Це великі риби, що мають мало кісток і товстий шар смачного м'яса. На кухню риба йде зазвичай свіжою, в окремих районах її сушать.